# Aginter Press
Aginter Press est une organisation anticommuniste servant d'officine pour des opérations de renseignement, d'entraînement militaire et de mercenariat fondée à Lisbonne en septembre 1966, camouflée en pseudo-agence de presse. Aussi appelée « Centrale Ordre et Tradition », elle prend part à la « stratégie de la tension » en Italie, débordant ainsi les frontières du Portugal de Salazar. Ses membres fuient le Portugal lors de la révolution des Œillets en 1974, ce qui met fin à ses activités. 

## Histoire
S'il existait bien une activité d'agence de presse (collection d'information et diffusion de celles-ci aux abonnés d'une lettre d'information confidentielle, payante), il s'agissait d'une officine sous-traitant des opérations de renseignement, d'entraînement militaire et de mercenariat dans le monde entier pour des régimes autoritaires de droite (Salazar, Franco, colonels grecs, etc.). Ses agents opéraient sous des couvertures de journalistes ou de photographes leur permettant de se déplacer et d'enquêter. Ces agents étaient pour la plupart d'anciens parachutistes ou légionnaires français, vétérans de la seconde guerre mondiale et des guerres d'Indochine et d'Algérie. Le financement provenait de valises de devises, remises à Lisbonne en mains propres. Certains auteurs l'on considérée comme un équivalent aux réseaux stay behind de l'OTAN (réseau destiné à agir derrière les lignes du Pacte de Varsovie en cas d'invasion de l'Europe de l'Ouest par ses troupes)
Un document d'Aginter Press, titré Notre Activité Politique, est découvert fin 1974 et décrit son implication dans la stratégie de la tension: « Notre croyance est que la première phase de l'activité politique devrait être de créer les conditions favorisant l'instauration du chaos dans toutes les structures du régime (…) le premier mouvement que nous devrions faire serait de détruire les structures de l'état démocratique sous couverture d'activités communistes et pro-chinoises (…) En outre, nous avons des personnes qui ont infiltré ces groupes d'extrême gauche ». Aginter Press théorisait ainsi les actions dites « false flags ».
Selon un rapport du Sénat italien sur Gladio, la CIA a soutenu Aginter Press au Portugal. Aginter Press était « en réalité, selon les derniers documents obtenus (…), un centre d'information directement lié à la CIA et au service secret portugais, spécialisé dans les opérations de provocation » Jean-Yves Camus précise pour sa part qu'Aginter Press était une « centrale contre-révolutionnaire qui effectuait pour le compte de plusieurs États occidentaux les sales besognes qu'ils ne pouvaient (ou ne voulaient) pas assumer. Y compris le travail d'infiltration, voire de manipulation de certains groupuscules gauchistes […] ».

## Membres
Le groupe était dirigé par Yves Guérin-Sérac, un militant catholique anti-communiste, ex-officier de l'armée française qui avait pris part dans la guerre d'Indochine (1945-54), dans la guerre de Corée (1950-53) et dans la guerre d'Algérie (1954-62). Le terroriste néo-fasciste italien Stefano Delle Chiaie était aussi un membre fondateur d'Aginter Press. Engagé en juin 1962 par Franco, Yves Guérin-Sérac opta ensuite pour le Portugal de Salazar, selon lui le dernier bastion contre le communisme et l'athéisme.
Vers 1966, l'écrivain Jean Brune devient rédacteur en chef de l'agence pour 3 ans environ.

## Actions
Aginter Press a été engagé aussi bien contre les mouvements de libération nationale de l'Empire colonial portugais - en particulier entrainement de mouvements anti-guérilla en Guinée-Bissau, à partir de la Casamance Sénégalaise - qu'en Italie.
Une opération de déstabilisation au Congo Brazzaville, a avorté à la suite d'informations fournies au gouvernement du pays par les services français de Jacques Foccart, qui pourchassent les anti-gaullistes de l'Aginter Press. Plusieurs membres sont capturés et manquent d'être exécutés, ils sont finalement relâchés après intervention extérieure.
On soupçonne ainsi Aginter Press d'avoir assassiné, entre autres, Humberto Delgado, leader de l'opposition portugaise, le célèbre leader anticolonialiste Amilcar Cabral et Eduardo Mondlane, leader indépendantiste du FRELIMO marxiste au Mozambique, tué en 1969.

### Attentat de la Piazza Fontana
Le juge italien Guido Salvini, chargé de l'enquête sur l'attentat de la piazza Fontana de décembre 1969, expliqua aux sénateurs italiens que les recherches montraient que « Guido Giannettini [un des responsables néo-fascistes suspecté de l'attentat] avait des liens avec Guérin-Sérac au Portugal depuis 1964. Les recherches ont montré que des instructeurs d'Aginter Press (…) sont venus à Rome entre 1967 et 1968 et ont instruit les membres activistes d'Avanguardia Nazionale dans l'utilisation d'explosifs ».
Le juge Salvini concluait que Aginter Press, « vitrine de la CIA », avait joué un « rôle décisif dans les opérations de guerre secrète [secret warfare operations] en Europe de l'Ouest et avait commencé les grands massacres afin de discréditer les communistes in Italie ».

## La fin
Lors de la Révolution des Œillets en avril 1974, Yves Guérin-Sérac, João Da Silva et leurs associés quittèrent Lisbonne en catastrophe pour Albufereta, siège de l'organisation espagnole Paladin group, près d'Alicante. Avec des faux-passeports français, ils s'envolèrent pour Caracas, avec « la bénédiction des réseaux Foccart ». Les archives de l'organisation furent saisies et « les ambassades de France et des États-Unis au Portugal [exercèrent] « des pressions discrètes mais fermes pour que le contenu des documents ne soit pas publié », en raison des liens existants entre ce groupe d'extrême droite et les services de renseignements des deux pays ».